# 岩井勇一郎
岩井 勇一郎（いわい ゆういちろう、6月6日 - ）は、ミュージシャン、ギタリスト、作曲家。所属レコード会社はGIZA studio。

## 概要
車谷啓介と共にバンド「New Cinema 蜥蜴」に参加し、作曲・ギターを担当。結成時（1997年）から解散時（2002年）まで在籍し、解散後はGARNET CROWのライブツアーなどにバックバンドとして参加し、その後は三枝夕夏 IN dbのギター担当として活躍した。
2004年9月のライブ中、「しめじを栽培しようと思っている」と冗談を言ったため、それ以後は「しめじ」の愛称で親しまれている。
また2006年5月11日のライブで岩井がボーカルギターを務めるdb（岩井、大藪、車谷）として初のオリジナル曲「道標」（作詞：車谷、作曲：岩井、編曲：大藪〈予定〉）を披露した。
2010年に一旦音楽の仕事を辞め父の経営する会社で働くが、2019年にレコード会社の関係者からの誘いを受け再度音楽を始める。
趣味はサッカー。
現在は以前の三枝夕夏 in db時代の車谷・大藪とともにBARNZ in dbのバンドメンバーとして活動，また車谷とともにSARD UNDERGROUNDのサポートを務めている。そのほか歌手時代の碧井椿こと長戸千晶のYouTubeチャンネル「viviチャンネル」のスタッフとしても活動している。

## 作曲提供曲（自身在籍のグループ含む）
作曲・編曲
- 上木彩矢

「いつの日も君だけ I Remember you」
- 長谷実果

「KISS」「傷つきながら…もがきながら…」「オルゴール」「I believe meet you once again」「全てが消えてしまっても…」「彼女よりも」
- 山口裕加里

「羽根」「夕焼け花」
作曲
- 愛内里菜

「光色のかけら」「Can you feel my...?」「Seductive Medicine」「Believe your Bravery」
- 宇浦冴香

「ボーイズ&ガールズ」「Ending Song」
- 上木彩矢

「I ♥ my superman」
- 北原愛子

「僕は君だけの太陽になる」
- ZARD

「世界はきっと未来の中」「この涙 星になれ」「窓の外はモノクローム」「愛しい人よ ～名もなき旅人よ～」「雨が降り出す前に」
- 三枝夕夏 IN db

「君のハートに胸キュン②」「青春の空」「君がそばにいるだけで心は強くなれるんだ」「eighteen」「Pocket」「Everybody Jump」（「eighteen」「Pocket」は、岩井が在籍していたNew Cinema 蜥蜴のカバー曲）
- the★tambourines

「flash back」
- New Cinema 蜥蜴

「CaNDY LiFe」「Believe myself」「Breathe on me」など、ほぼ全ての曲の作曲
編曲
- moca

「ドリームガール」

## レコーディング参加作品
ギター
- 岡崎雪

「Free」
コーラス
- 北原愛子

「雨の中」「戻れないあの日」「常夏のエトセトラ」「千年の命よりも今日この日の幸せを」「エピローグ」「Sea」「もう心揺れたりしないで」
- ZARD

「悲しいほど 今日は雨でも」
- the★tambourines

「flash back」